# Notte dei cristalli a Lipsia
La Notte dei cristalli a Lipsia fu una serie di eventi violenti avvenuti tra il 9 e il 10 novembre 1938. Gli ebrei e le istituzioni ebraiche furono vittime delle violenze legate alla Notte dei cristalli, che prende il nome dalla distruzione delle vetrate delle sinagoghe, delle case, delle scuole e dei negozi di loro proprietà.

## Contesto storico
Protagonisti dell'ondata di violenze e distruzioni furono i membri di SA, SS, Gestapo insieme ai civili, mentre i funzionari tedeschi e nazisti assistettero passivamente alla distruzione delle proprietà ebraiche in città. Il pogrom colpì uomini, donne e bambini. A Lipsia la concentrazione di ebrei di origine straniera era più alta rispetto alle altre città tedesche, e questa forte presenza peggiorò la loro situazione. Si trovavano in dure condizioni già prima della Notte dei cristalli, e la portata delle violenze fu tale da causare ripercussioni gravi.
Durante la Notte dei cristalli fu distrutta gran parte di quanto rappresentava la vita sociale ebraica di Lipsia. Il console statunitense David H. Buffum descrisse gli eventi vissuti al Dipartimento di Stato in un rapporto di 16 pagine, Anti-semitic Onslaught in Germany as Seen from Leipzig. Un estratto di cinque pagine del rapporto fece parte dei documenti presentati nel Processo di Norimberga e fu citato a lungo in diverse raccolte inglesi sulla storia tedesca.

## L'incendio

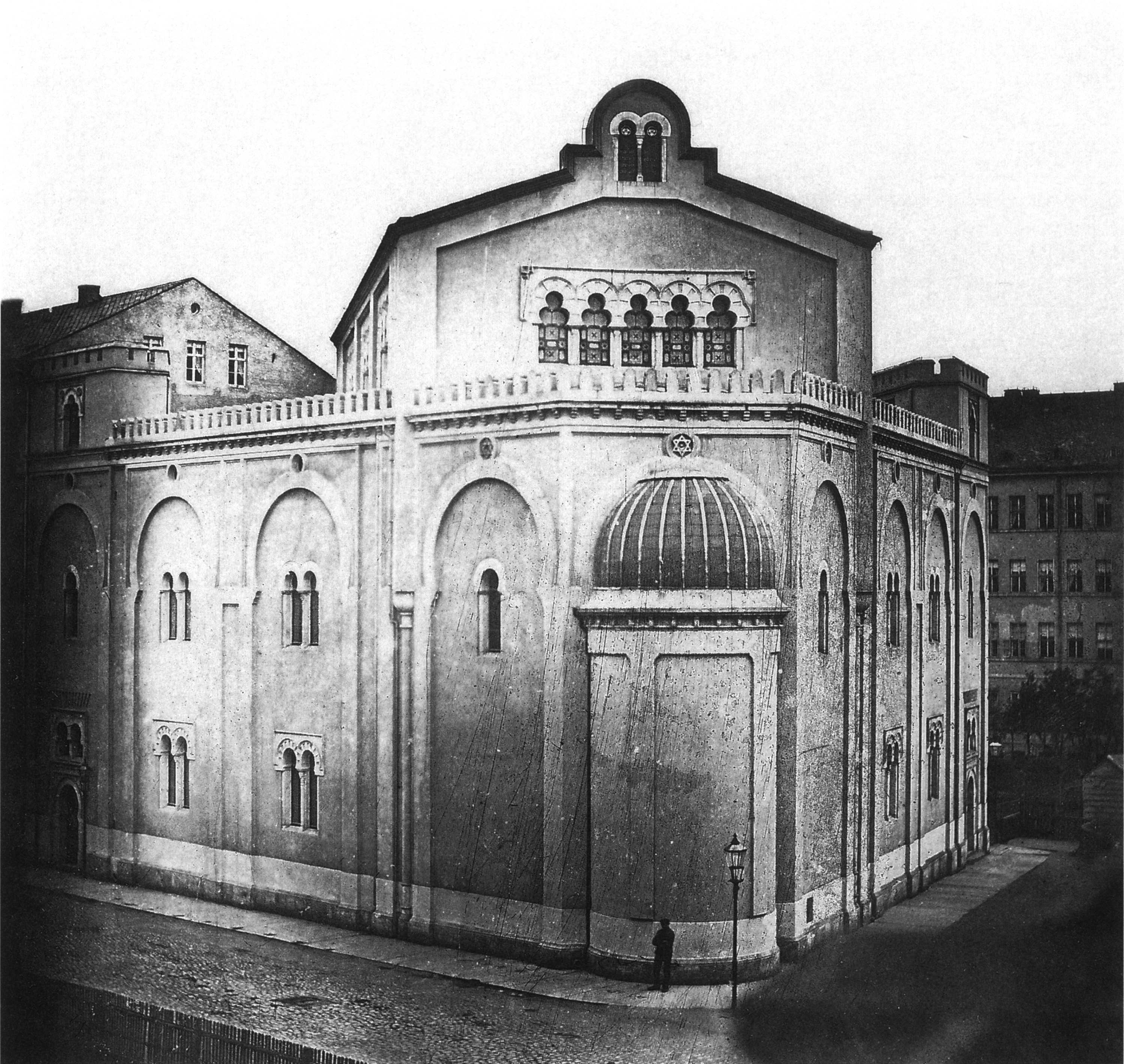
La sinagoga Gemeinde

Il 9 novembre 1938 il Kreisleiter del Partito Nazista Ernst Wettengel comandò alle SA di Lipsia di provocare un pogrom, come ordinato dalla sede centrale. Alle 3:51 gli uomini delle SA, vestiti in abiti comuni, diedero alle fiamme la sinagoga Gemeinde sulla Gottschedstraße. Sempre al mattino furono incendiati la sinagoga Ez-Chaim, i grandi magazzini Bamberger e Hertz, i grandi magazzini Ury, la Höhere Israelitische Schule e la cappella del cimitero ebraico.
I vigili del fuoco intervenuti definirono "sconosciute" le cause degli incendi e cercarono di impedire il propagarsi delle fiamme solo per proteggere le proprietà dei gentili tedeschi, come peraltro ordinato dagli stessi funzionari nazisti.
Nel pomeriggio furono presi di mira due caffè ebraici, ma nessuno rimase ferito perché la gente era stata avvertita grazie alle voci che circolavano. Di notte furono dati alle fiamme gli edifici del nuovo cimitero ebraico di Delitzscher Landstraße e tre sinagoghe furono danneggiate dalle bombe incendiarie. Tutti i manufatti e i documenti sacri furono profanati e in molti casi gettati in strada per essere bruciati. Gli alloggi furono completamente distrutti e vennero incendiate le sale del cimitero. Le fiamme costituirono una delle maggiori attrazioni per la folla di Lipsia che assisteva sconcertata. La perdita di beni materiali fu notevole, ma comunque seconda alla distruzione delle attività. Molti ebrei dovettero ripulire i locali bruciati e riparare i danni arrecati agli edifici.

## Le distruzioni
I partecipanti al pogrom distrussero centinaia di vetrine dei negozi ebraici, danneggiarono case e sinagoghe cercando oggetti di valore. I saccheggiatori portarono via archivi e pergamene, gli scudi d'argento della Torah e alcune campane e monete. Le famiglie riferirono di aver perso gioielli, argenteria e altri oggetti costosi, mobilio e contanti. In uno dei quartieri ebraici un ragazzo di diciotto anni fu scaraventato in strada dal terzo piano dove di trovava il suo appartamento con mobili in fiamme, i suoi e quelli presi dai vicini; si ruppe entrambe le gambe. Il cane di una famiglia ebrea fu gettato dal quarto piano e si spezzò la spina dorsale. Gli ufficiali nazisti disotterrarono dieci cadaveri nel cimitero ebraico di Delitzscher Strasse e li lasciarono insepolti; arrestarono i becchini e i custodi. In totale durante la prima nottata furono distrutte 193 aziende, 34 case private, 3 sinagoghe, 4 templi minori, la cappella del cimitero e la casa di riposo Ariowitsch, con danni stimati in diversi milioni di marchi.

## Gli arresti
La propaganda nazista incalzava, e gli atti antisemiti divennero molto più frequenti, durante e soprattutto dopo la Notte dei cristalli. Gli arresti erano opera degli agenti della Gestapo e della Kriminalpolizei che collaboravano con le SA e le SS. A Lipsia anche la folla trascinò gli ebrei fuori dalle case e li portò alla polizia: diversi piccoli gruppi marciavano attraverso i quartieri battendo contro le porte delle case ebraiche, gridando "Juden heraus!" ("Fuori di qui, ebrei!") e "Raus ihr Judenschweine!" ("Fuori, maiali ebrei!"), sfondando le porte e trascinando gli ebrei che non avevano risposto prontamente agli ordini; a questo si aggiungevano le violenze in strada.
Tre professori ariani dell'Università di Jena furono arrestati e portati nei campi di concentramento perché avevano disapprovato gli eventi in corso. Complessivamente furono arrestati e portati nei campi di concentramento in Germania migliaia di ebrei tedeschi, di età compresa tra i sedici e i sessant'anni, e di ebrei senza cittadinanza.

### Torture
Alcuni degli arrestati in quel giorno furono portati alla prigione del tribunale, altri al rifugio locale per i senzatetto. Un luogotenente torturò gli arrestati, compresi gli anziani, nel rifugio per senzatetto costringendoli a restare in piedi per tutto il tempo e ad allestire un percorso a ostacoli nella sala. Quelli evidentemente incapaci di completare il percorso dovettero mettersi in cerchio e cantare una ninna nanna che recitava: "Sai quante stelle ci sono?". Gli uomini venivano apostrofati come papponi, truffatori, talmudisti e in vari altri modi. Le SS cercarono di scherzare e conversare con i prigionieri, e in mancanza di risposta il malcapitato veniva colpito con il calcio del fucile. Quasi tutti riportarono ferite. Ad altri arrestati fu detto di andare in un tunnel curvo della prigione e di mettersi in fila, per poi essere costretti dalle SS a eseguire esercizi militari; il tutto mentre venivano picchiati e maltrattati verbalmente.
Nel quartiere dello zoo di Lipsia le persone venivano portate nel letto del fiume Parthe, rivestito di mattoni, e trattenute per ore ammassate nell'acqua. Qualcuno poté tornare a casa più tardi, ma la maggior parte fu trasferita in un campo di concentramento. Un altro gruppo di prigionieri fu costretto a camminare fino al campo di concentramento lungo un sentiero per quattordici ore senza mangiare. Al campo le condizioni erano miserabili, senza acqua potabile; fu scavato un canale per portare l'acqua, ma solo i moribondi o i malati di mente andavano a bere. I gabinetti creati dalle SS nei campi di concentramento erano delle semplici fosse con un paio di sbarre poste sopra, e molti annegarono cadendoci dentro accidentalmente o spinti dalle SS.
Nel campo di concentramento di Buchenwald c'erano 12.000 persone provenienti da diverse aree della Germania arrestate durante il primo giorno della Notte dei cristalli, e un migliaio di loro proveniva da Lipsia. Di un gruppo in cui ci sarebbero 250 prigionieri, 26 morirono durante la Notte dei cristalli e 17 a causa del freddo.

### Donne e bambini
Nel corso degli eventi della Notte dei cristalli le donne e i bambini non subirono arresti come gli uomini, ma furono comunque vittime di violenza durante le irruzioni nelle case. Nel quartiere di Eutritzsch le donne venivano prelevate per prime e solo in seguito riunite agli uomini in piazza, spogliate dei loro averi e rilasciate in giornata. Molti minori e donne furono deportati, molti bambini più piccoli morirono a causa del freddo e della scarsa alimentazione durante il trasferimento.

## Memoria

### Dopo il 1938
Gli effetti delle violenze persistettero anche dopo il 10 novembre. Molti ebrei lasciarono Lipsia; coloro che rimasero si ritrovarono con le case distrutte e la necessità di trovare un nuovo posto dove vivere. Gli arresti degli uomini ebrei tedeschi e senza cittadinanza continuarono, e per evitare di essere presi di mira, le famiglie si dividevano e vivevano separatamente dagli amici e vicini gentili.
Molti ebrei persero il loro impiego presso gli "ariani", e con la distruzione di così tante aziende ebraiche divenne estremamente difficile trovare lavoro; il problema fu particolarmente sentito dagli uomini, perché non avevano le stesse opportunità delle donne, come, ad esempio, fare le insegnanti nelle scuole ebraiche, assistenti sociali, infermiere e impiegate nelle comunità ebraiche e nei ghetti.
Sebbene nel dopoguerra tra gli ebrei di Lipsia si sia verificata una modesta rinascita culturale, la comunità ebraica non riacquistò mai la vitalità che aveva prima degli eventi della Notte dei cristalli.